# 文安乡
文安乡，是中华人民共和国四川省广元市朝天区曾经下辖的一个乡。2019年12月，撤销文安乡，将原文安乡八庙村、将军村所属行政区域划归朝天镇管辖，将原文安乡红梅村、马家湾村、茨竹湾村、郭家村、板房村、蒿坝村、天池村所属行政区域划归大滩镇管辖。

## 行政区划
文安乡撤销前下辖以下地区：
刺竹湾村、马家湾村、将军村、八庙村、红梅村、天池村、蒿坝村、板房村和郭家村。